# Wanzhi
Wanzhi är ett stadsdistrikt i Wuhus stad på prefekturnivå i provinsen Anhui i östra Kina. Distriktet bildades juli 2020 genom en ombildning av Wuhu härad (芜湖县). 
Wanzhi är indelat i fem köpingar.
Köpingar (zhen):

- Hongyang (红杨镇)
- Huaqiao (花桥镇)
- Liulang (六郎镇)
- Taoxin (陶辛镇)
- Wanzhi (湾沚镇)